# Centrobunus
Centrobunus is een geslacht van hooiwagens uit de familie Podoctidae.
De wetenschappelijke naam Centrobunus is voor het eerst geldig gepubliceerd door Loman in 1902. 

## Soorten
Centrobunus is monotypisch en omvat slechts de volgende soort:
- Centrobunus braueri